# Bibliothèque nationale (publication belge)
La Bibliothèque nationale est le nom d’une collection d’ouvrages de vulgarisation publiée par l'éditeur belge Alexandre Jamar de 1846 à 1851.

## Les titres de la collection
Dix-huit auteurs ont été mis à contribution pour fournir à la collection vingt-quatre titres en quarante-huit volumes au format in-12, illustrés de deux cents gravures sur bois.
Le relevé qui suit corrige et complète la liste qu'en ont dressé :
- Charles Hen, Journal de l’imprimerie et de la librairie en Belgique. Livres. Estampes. Œuvres de musique. Cartes et plans, t. 1, n° 4 (octobre 1854), p. 58, n° 289 ;
- se Ferdinand Heussner, Catalogue des principaux ouvrages belges, qu’on peut se procurer à la librairie de F. Heussner, 23, place Ste-Gudule, à Bruxelles, Bruxelles, F. Heussner, éditeur, 1857, p. 47 ;
- Auguste Schnée, Trente années de littérature belge. Bibliotheca belgica. Catalogue général des principales publications belges depuis 1830 jusqu’à 1860, Bruxelles, Auguste Schnée, 1861, p. 71 ;
- Auguste Scheler, Catalogue de la bibliothèque de S. A. R. le [comte de Flandre. Juin 1870, Gand, Imprimerie mécanique Eug. Vanderhaegen, 1870, pp. 657-658, n° 5 930].

Les dates d'édition, absentes des adresses bibliographiques, sont fournies à titre purement indicatif. Certaines d'entre elles sont empruntées à 
Joseph Marie Quérard.
|      | Auteur                                                       | Titre                                                                                            | Nombre de vol. | Date de parution |
| ---- | ------------------------------------------------------------ | ------------------------------------------------------------------------------------------------ | -------------- | ---------------- |
| [1]  | BORGNET (Jules)                                              | Histoire du comté de Namur                                                                       | 1 vol.         | 1847             |
| [2]  | COOMANS (Jean Baptiste Nicolas)                              | Les communes belges                                                                              | 1 vol.         | 1846             |
| [3]  | DEBY (Julien)                                                | Histoire naturelle de la Belgique                                                                | 2 vol.         | 1848             |
| [4]  | DE LAVELEYE (Émile)                                          | Histoire des rois Francs                                                                         | 2 vol.         | 1846-1847        |
| [5]  | DELEUTRE (Charles)                                           | Albert et Isabelle                                                                               | 1 vol.         | 1849             |
| [6]  | DUFAU (Jean-Baptiste)                                        | Hagiographie belge                                                                               | 1 vol.         | 1849             |
| [7]  | DE REIFFENBERG (Frédérice Auguste) & VANDERVIN (Jean-Edmond) | Histoire du comté de Hainaut                                                                     | 3 vol.         | 1849-1851        |
| [8]  | DE SAINT-GENOIS (Jules)                                      | Les voyageurs belges                                                                             | 2 vol.         | 1846-1847        |
| [9]  | FÉTIS (Edouard)                                              | Les musiciens belges, vol. 1 et 2                                                                | 2 vol.         | 1848-1849        |
| [10] | GENS (Eugène)                                                | Histoire du comté de Flandre                                                                     | 2 vol.         | 1846             |
| [11] |                                                              | Ruines et paysage en Belgique                                                                    | 1 vol.         | 1849             |
| [12] | HANNON (Joseph Désiré)                                       | Flore belge                                                                                      | 3 vol.         | 1849             |
| [13] | HUYDENS (G.) alias HYMANS (Louis Salomon)                    | Histoire du marquisat d’Anvers et du Saint-Empire                                                | 1 vol.         | 1848             |
| [14] | JUSTE (Théodore)                                             | Charlemagne                                                                                      | 1 vol.         | 1846             |
| [15] |                                                              | Précis de l’histoire du moyen âge considérée particulièrement dans ses rapports avec la Belgique | 5 vol.         | 1847             |
| [16] |                                                              | Précis de l’histoire moderne considérée particulièrement dans ses rapports avec la Belgique      | 2 vol.         | 1849             |
| [17] | LAGARDE (Marcellin)                                          | Histoire du duché de Limbourg                                                                    | 1 vol.         | 1846             |
| [18] |                                                              | Histoire du duché de Luxembourg                                                                  | 2 vol.         | 1848-1849        |
| [19] | MOKE (Henri Guillaume)                                       | Histoire de la littérature française, vol. 1-2 et 3-4.                                           | 4 vol.         | 1847             |
| [20] |                                                              | Mœurs, usages, fêtes et solennités des Belges                                                    | 2 vol.         | 1846             |
| [21] | SCHAYES (Antoine Guillaume Bernard)                          | Histoire de l’architecture en Belgique, vol.1-2, 3 et 4.                                         | 4 vol.         | 1848             |
| [22] | SNELLAERT (Ferdinand Augustin)                               | Histoire de la littérature flamande                                                              | 1 vol.         | 1849             |
| [23] | VAN HASSELT (André)                                          | Les Belges aux croisades                                                                         | 2 vol.         | 1846             |
| [24] |                                                              | Histoire des Belges                                                                              | 2 vol.         | 1849             |